# 黄義成
黄 義成（ファン・ウィソン、ファン・イソン、朝鮮語: 황의성/黃義成、1932年7月4日 - 2000年4月7日または4月8日）は、大韓民国の海軍軍人、教授、実業家、政治家。第14代韓国国会議員。
本貫は長水黄氏。

## 経歴
日本統治時代の全羅南道求礼郡出身。中央国民学校、京畿中学校、海軍士官学校（第6期生）、海軍大学、国防大学院、アメリカ海軍大学院修了。駐ベトナム韓国軍白鴎部隊参謀長、駆逐艦長、国防大学院教授、韓国艦隊第1戦団司令官、海軍本部企画・軍需参謀部長を歴任し、1979年に海軍少将として予備役に編入された。その後は1992年の第14代総選挙で谷城・求礼選挙区から国会議員に当選したほか、トンウォン土建株式会社代表理事、株式会社ワシントン観光会長、アジア・太平洋議員フォーラム代表、民主党谷城・求礼地区党委員長などを務めた。
2000年4月7日に持病により死去。享年68。